# Galt Football Club
Il Galt Football Club fu una squadra di calcio con sede a Galt (oggi Cambridge), nell'Ontario. Fondata tra il 1881 e il 1882, il Galt vinse tre volte l'Ontario Cup (1901, 1902 e 1903) ma è noto soprattutto per aver vinto la medaglia d'oro nel torneo olimpico di calcio del 1904.

## Storia

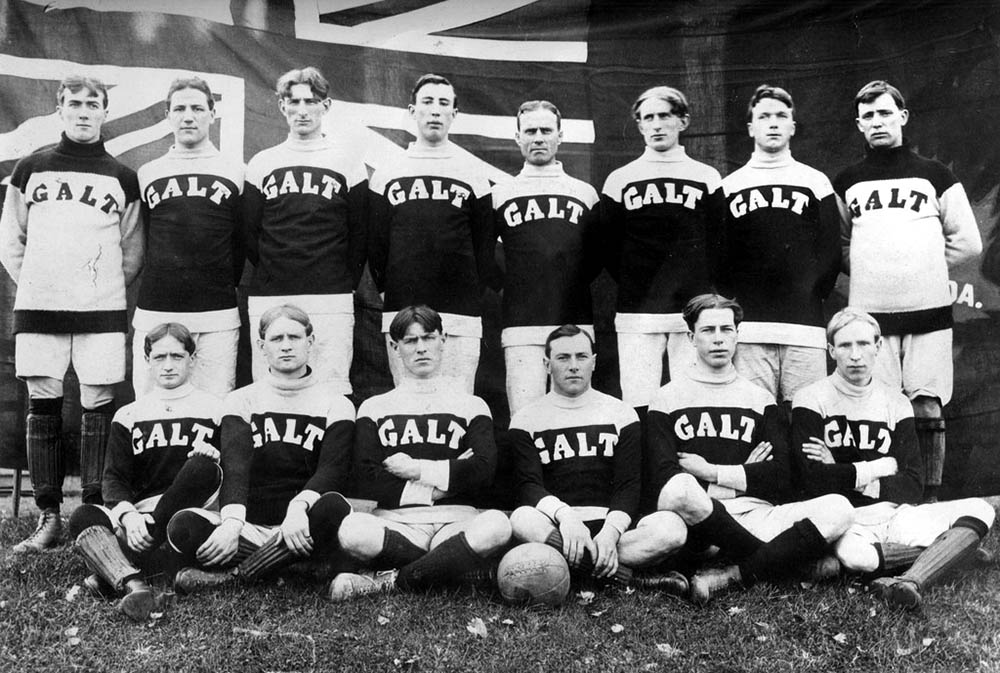
Il Galt medaglia d'oro al torneo olimpico del 1904

Il Galt fu fondato nel 1881 o nel 1882. La prima grande affermazione del club fu la vittoria nella prima edizione dell'Ontario Cup, a cui seguirono altri due successi nei due anni immediatamente consecutivi. Nel 1903, il Galt fece un tour in Manitoba, dove giocò 17 partite in 25 giorni ottenendo 16 vittorie e un solo pareggio.
Nel 1904, arrivò il grande successo nel torneo olimpico dei Giochi della III Olimpiade. In quell'occasione il Galt sconfisse nettamente le due rappresentative statunitensi con i risultati di 7-0 e 4-0. Il Galt raggiunse Saint Louis con un treno speciale, decorato coi colori del Canada, viaggiando insieme al sindaco della città e a circa 50 tifosi.
Nel 1905 il Galt giocò una partita contro una squadra inglese chiamata The Pilgrims. La sfida, denominata "Il campionato del Mondo", attirò una certa attenzione nel Nord America. Il 16 settembre, al Dickson Park di Galt, di fronte a 3.500 tifosi, il Galt pareggiò 3-3 contro gli inglesi.
Nel 2004, in occasione del centenario della vittoria olimpica, il Galt è stato introdotto nella Canadian Soccer Hall of Fame, dove è custodita una delle medaglie d'oro conquistate.